# Macedonian Journal of Chemistry and Chemical Engineering
Macedonian Journal of Chemistry and Chemical Engineering è una rivista scientifica, pubblicata dalla Society of Chemists and Technologists of Macedonia che si occupa dei campi di chimica, ingegneria chimica, tecnologia alimentare, biotecnologia, scienze dei materiali, metallurgia e campi affini. Il suo nome ufficiale è Bulletin of the Chemists and Technologists of Macedonia.